# 誠友會
五代目誠友會、位於北海道 札幌市中央區南7条西6-2-1本部的設置，日本的指定暴力團之一・六代目山口組的次團體。正式與非正式成員約500人。
誠友會前身為柳川組北海道支部。

## 历史
1962年12月 柳川組組長・柳川次郎（三代目山口組若眾）與長岡、石間2人交盃（兄弟盃），長岡就任柳川組北海道支部初代支部長。
1965年11月 長岡引退，石間春夫就任柳川組北海道支部第2代支部長。在石間服役期間田村武志就任柳川組北海道支部第3代支部長。
1969年4月9日 柳川組解散，原柳川組北海道支部結成「北海道誠友會」、田村武志任會長，石間就任相談役；後來石間退出「北海道誠友會」另創北誠會。
1977年 北誠會與北海道誠友會合併為誠友會、石間春夫就任總長。
1985年4月 石間加入四代目山口組任舍弟。
1990年1月4日 石間春夫（59歳）在札幌被三代目共政會 島上組 稲田組系的右翼團體「維新天誅會」成員射殺身亡。此後代理總長・田村武志2代目繼承，並昇格為五代目山口組直参。
2001年10月18日 田村武志肝病去世。同年，若頭・船木一治3代目継承，在12月昇格為五代目山口組直参。
2005年8月27日 舎弟頭・茶谷政雄（茶谷政一家總長）被升格為六代目山口組直参，脫離誠友會。
2013年3月30日，山口組「幹部」船木一治（三代目誠友會會長）於札幌市的醫院病逝。四代目組長繼承人不明；組織暫時納入山口組其他2次團體傘下。
2013年5月，四代目組長繼承人・渡部 隆升格為六代目山口組直系組長。
2024年3月7日 四代目渡部 隆組長病逝；3月17日 誠友會本部招開臨時會議發佈關谷弘志繼承五代目組長。

## 歴代組長
- 初代（1977年～1990年）：石間春夫（五代目山口組舍弟）
- 二代目（～2001年10月18日）：田村武志（五代目山口組若中）
- 三代目（2001年～2013年）：船木一治（六代目山口組若中）
- 四代目（2013年～2024年）：渡部 隆[3]
- 五代目（2024年～）：關谷弘志

## 最高幹部
- 會長・關谷弘志
- 若頭・兼松義幸
- 最高顧問・高橋哲雄
- 舍弟頭・漆原健二
- 本部長・ 宮本正英（二代目小仲組組長）

## 四代目最高幹部
- 會長・渡部 隆
- 若頭・關谷弘志（山勝會會長）
- 最高顧問・田村一夫（二代目田村組組長）
- 顧問・高橋哲雄（山闘連合總長）
- 舍弟頭・高橋清一（二代目西村會會長）
- 本部長・兼松義幸（二代目渡部會會長）

## 旗下團體（山口組的4次團體）
- 高山組 中谷組
- 高山組 濱野組
- 高山組 前田組
- 山元組 田中組
- 山元組 須見健組
- 小仲組 作田組
- 小仲組 菊地組
- 高橋組 室井組
- 高橋組 中山組
- 菊心會 太田組
- 照井組 北照會

## 資料來源
1. ↑  .   [2013-11-02]. （原始内容存档于2013-11-05）.
2. ↑  .   [2013-11-02]. （原始内容存档于2013-11-05）.
3. ↑  .   [2013-11-02]. （原始内容存档于2013-11-05）.